# Unione Sportiva Arezzo 1959-1960
Questa pagina raccoglie le informazioni riguardanti l'Unione Sportiva Arezzo nelle competizioni ufficiali della stagione 1959-1960.

## Rosa
| N. |                   | Ruolo | Calciatore        |
| -- | ----------------- | ----- | ----------------- |
|    | Italia (bandiera) | A     | Sergio Barbana    |
|    | Italia (bandiera) | C     | Sergio Bianchet   |
|    | Italia (bandiera) | A     | Alfio Bonizzoni   |
|    | Italia (bandiera) | C     | Franco Danova     |
|    | Italia (bandiera) | A     | Silvano Flaborea  |
|    | Italia (bandiera) | C     | Giovanni Galeone  |
|    | Italia (bandiera) | D     | Roberto Golfarini |
|    | Italia (bandiera) | C     | Romano Magherini  |
|    | Italia (bandiera) | P     | Giovanni Maggi    |
|    | Italia (bandiera) | C     | Francesco Magi    |
|    | Italia (bandiera) | A     | Armando Marcos    |

| N. |                   | Ruolo | Calciatore           |
| -- | ----------------- | ----- | -------------------- |
|    | Italia (bandiera) | D     | Giordano Martinelli  |
|    | Italia (bandiera) | D     | Luigi Pantani        |
|    | Italia (bandiera) | A     | Mauro Pantani        |
|    | Italia (bandiera) | D     | Siro Paolini         |
|    | Italia (bandiera) | D     | Giorgio Peruggia     |
|    | Italia (bandiera) | D     | Filippo Regni        |
|    | Italia (bandiera) | P     | Mario Rossi          |
|    | Italia (bandiera) | D     | Massimiliano Santoni |
|    | Italia (bandiera) | A     | Casimiro Scatizzi    |
|    | Italia (bandiera) | C     | Raoul Tassinari      |
|    | Italia (bandiera) | C     | Publio Tognoni       |